# 풍천 노씨
풍천 노씨(豊川盧氏)는 황해남도 과일군을 본관으로 하는 한국의 성씨이다.

## 역사
시조 노지(盧址)는 당(唐)에서 한림학사(翰林學士)를 역임하고 신라로 건너온 도시조(都始祖) 노수(盧穗)의 셋째 아들로, 고려(高麗)에서 풍천백(豊川伯)에 봉작되었다고 한다.
그러나 계대(繼代)가 실전되어 선계를 고증할 수 없어 풍천(豊川)에 세거했던 고려의 국자진사(國子進士) 노유(盧裕)를 1세조로 한다.

## 본관
풍천(豊川)은 황해남도 서북부에 있는 과일군의 옛 지명이다. 본래 고구려의 구을현(仇乙縣)이다. 고려에서 풍주(豐州)로 고쳐, 995년(고려 성종)에 도호부(都護府)로 승격하였다. 1413년(조선 태종(太宗) 13년)에 풍천군(豐川郡)으로 고쳤다. 1895년(조선 고종 32) 해주부 관할이 되었다가, 1896년 황해도 풍천군이 되었다. 1909년 풍천군을 폐지하여 송화군(松禾郡)에 합병하였다가 1967년 과일군으로 분리되었다.

## 인물
- 노숙동(盧叔仝, 1403년 ~ 1463년) : 1427년(세종 9) 친시 문과에 을과로 급제하였다. 1453년 좌승지를 거쳐 호조참판에 승진하면서 보문각제학(寶文閣提學)과 동지경연사를 겸임하였다. 1455년(세조 1) 예문관제학 겸 동지경연사에 이어 대사헌이 되면서 세자좌부빈객(世子左副賓客)을 겸임하였고, 좌익원종공신(佐翼原從功臣) 2등에 책록되었다. 1456년 형조참판에 체직되고,1457년 가정대부에 오르면서 예조참판 겸 동지춘추관사와 예문관제학 겸 강원도관찰사를 역임하였다. 1458년 호조참판에 제수되었고, 이후 경상도관찰사·한성부윤·동지중추원사(同知中樞院事)를 역임하였다.
- 노진(盧禛, 1518년 ~ 1578년) : 노숙동의 증손. 1546년(명종 1) 증광 문과에 을과로 급제하고, 1555년(명종 10) 지례현감(知禮縣監)으로서 청백리로 뽑혔다. 대사간, 대사헌 등을 지내고, 1575년(선조 8) 예조판서에 올랐다. 시호는 문효(文孝)이다.
- 노개방(盧蓋邦, 1563년 ~ 1592년) : 1588년(선조 21) 식년 문과에 병과로 급제하고 동래교수(東萊敎授)가 되어 1592년 임진왜란 때 동래성(東萊城)을 지키다가 순절하였다.
- 노형하(盧亨夏, 1620년 ~ 1654년) : 1645년(인조 23)에 진사가 되어, 성균관에 입학하고 사림의 존경을 받아 ‘팔미군자(八美君子)’라는 별호가 붙었다. 1648년 식년 문과에 을과로 급제하여 1653년 사헌부 지평을 거쳐 정언으로 재직 중 요절하였다.
- 노백린(盧伯麟) : 독립운동가
- 노태준(盧泰俊) : 독립운동가
- 노병훈(盧秉勳) : 독립운동가, 중추원의관, 교육을 통한 인재 양성이 국권 회복의 급선무임을 자각하고 신식 학교 설립을 추진, 순창 쌍치초등학교 설립
- 노병준(盧秉準) : 독립운동가, 교육을 통한 인재 양성이 국권 회복의 급선무임을 자각하고 신식 학교 설립을 추진, 순창 쌍치초등학교 설립
- 노천명(盧天命, 1911년 ~ 1957년) : 시인, 친일반민족행위자
- 노인환(盧仁煥. 1932년 ~ ) : 제10·13·14대 국회의원
- 노건택(盧健鐸, 1932년 ~ 2019년) : 기업인, 내쇼날프라스틱(NPC), 호남식품(코카콜라) 대표이사 역임
- 노우섭(盧宇燮, 1942년 ~ ) : 제15대 감사원 사무총장
- 노훈건(盧勳健, 1944년 ~ ) : 제15대 증권예탁원 사장
- 노형욱(盧炯旭, 1962년 ~ ) : 국무조정실장

## 국가유산
- 창주서원 - 전북특별자치도 남원시 도통동 (전북특별자치도 문화유산자료 제51호)
- 함양평촌리옥계신도비 및 부부 묘표 - 경상남도 함양군 지곡면 평촌리 산32 (경상남도 유형문화유산 제300호)
- 풍천노씨대종가 - 경상남도 함양군 지곡면 개평리 264 (경상남도 문화유산자료 제343호)

## 참고 자료
- “풍천노씨(豊川盧氏)”. 뿌리를 찾아서.[깨진 링크(과거 내용 찾기)]